# Forme d'onde
Pour les articles homonymes, voir onde (homonymie).
La forme d'onde d'un signal est la représentation graphique de l'évolution de l'amplitude instantanée d'une onde physique périodique ou aléatoire en fonction du temps. Il peut s'agir d'une onde mécanique ou d'une onde électromagnétique.
La représentation d'une forme d'onde utilise le principe des coordonnées cartésiennes, avec le temps en abscisse et l'amplitude en ordonnée.
Une forme d'onde peut être observée avec un oscilloscope à bande passante appropriée lorsqu'il s'agit d'un signal électrique direct ou issu de capteurs. Elle est omniprésente dans les fenêtres des logiciels d'enregistrement et de traitement audio. Parmi ceux-ci, certains permettent de dessiner ou de redessiner à l'écran des formes d'onde. Cette fonction est parfois utilisée comme traitement audio pour reconstruire la forme d'onde lorsque des parasites, visibles sous forme de brèves irrégularités, affectent la qualité sonore.
La forme d'onde à évolution la plus progressive est la sinusoïde. C'est la plus simple. Selon le mathématicien Joseph Fourier, toutes les formes d'onde peuvent être considérées comme des superpositions de leurs composantes sinusoïdales, en relation de phase spécifique (les Séries de Fourier).
En électronique, un oscillateur peut produire des signaux à formes d'ondes paramétrables. Un tel oscillateur peut être intégré dans un ensemble complet appelé « générateur de fonctions », appareil destiné aux tests de matériels électroniques.
La forme d'onde générée peut être statique ou dynamique, modulée par un signal. L'un des exemples concerne la modulation de largeur d'impulsion (en anglais : Pulse Width Modulation). Dans ce cas, les deux états du cycle ont des durées variables en fonction de l'amplitude de modulation.
En acoustique, une forme d'onde produit un timbre en relation avec celle-ci. Ce principe a été mis en application depuis la conception des premiers synthétiseurs électroniques qui disposaient d'oscillateurs produisant plusieurs formes d'onde de base : sinus, carré/rectangle, dent de scie, triangle, bruit.
Un signal peut être représenté par sa forme d'onde. À l'inverse, une forme d'onde peut recréer le signal qui en est à l'origine. Par exemple, une pellicule de film 35 mm comporte plusieurs pistes sonores dont la paire stéréophonique, dite « analogique » est composée des deux formes d'onde à reproduire. Lors du défilement du film, une double cellule photoélectrique traduit les variations des deux formes d'onde optiques en signaux électriques. Une fois amplifiés, ces signaux constituent le son du film diffusé lors des projections.
De même, en synthèse sonore, certains matériels ou logiciels disposent d'une fonction de dessin de formes d'onde permettant ainsi d'obtenir des oscillateurs à forme librement paramétrable. L'un des premiers instruments ayant disposé de cette fonction de dessin de formes d'onde est le Fairlight CMI, un synthétiseur musical. Il disposait d'un crayon optique permettant de tracer la forme d'onde directement sur l'écran et jouer les sons correspondants au clavier.
La première représentation connue des sons en formes d'ondes a été réalisée par le français Édouard-Léon Scott de Martinville, avec son dispositif breveté le 25 mars 1857, le Phonautographe. On estime qu'il s'agit du tout premier dispositif d'enregistrement du son, sous forme graphique.